# Pengdang Xiang
Pengdang Xiang (kinesiska: 捧当, 捧当乡) är en socken i Kina. Den ligger i provinsen Yunnan, i den sydvästra delen av landet, omkring 510 kilometer nordväst om provinshuvudstaden Kunming. Antalet invånare är 6 085. Befolkningen består av 2 808 kvinnor och 3 277 män. Barn under 15 år utgör 20,0 %, vuxna 15-64 år 73 %, och äldre över 65 år 6,0 %.